# Circus (album của Britney Spears)
Circus là album phòng thu thứ sáu của ca sĩ người Mỹ Britney Spears, phát hành ngày 28 tháng 11 năm 2008 bởi Jive Records. Khác với phong cách âm nhạc mang hơi hướng "đen tối và thành thị hơn" trong album thứ năm Blackout (2007), Spears muốn thực hiện dự án tiếp theo của mình sẽ "tuơi sáng hơn một chút". Cô thu âm phần lớn album từ tháng 3 đến tháng 9 năm 2008, sau khi bị đặt dưới quyền giám hộ không đồng thuận vào đầu năm đó, là kết quả từ những biến cố trong đời sống cá nhân của nữ ca sĩ được truyền thông rộng rãi vào năm 2007. Dưới cương vị điều hành sản xuất, Larry Rudolph và Teresa LaBarbera Whites tiếp cận với những cộng tác viên trước đây của Spears như Max Martin, Bloodshy & Avant, Guy Sigsworth và Danja, cũng như nhiều nhà sản xuất mới, bao gồm Dr. Luke, Benny Blanco và Claude Kelly. Circus là một bản thu âm pop và dance kết hợp với một vài âm hưởng của electropop, trong đó nội dung lời bài hát đề cập đến sự nổi tiếng, phản bội và mê đắm.
Được nhìn nhận như đĩa hát đánh dấu sự trở lại của Spears, Circus đa phần tiếp nhận những ý kiến tích cực từ các nhà phê bình âm nhạc, trong đó họ đánh giá cao khâu sản xuất nhưng cũng vấp phải nhiều quan điểm trái chiều về nội dung lời bài hát và giọng hát của Spears. Tuy nhiên, album là một thành công thương mại lớn trên toàn cầu, đứng đầu các bảng xếp hạng ở Canada, Hy Lạp, Nga và Thụy Sĩ, đồng thời lọt vào top 10 ở hầu hết những thị trường khác, bao gồm vươn đến top 5 ở Úc, Áo, Đan Mạch, Pháp, Ireland, Nhật Bản và Vương quốc Anh. Tại Hoa Kỳ, Circus ra mắt vị trí số một trên bảng xếp hạng Billboard 200 với 505,000 bản, trở thành album quán quân thứ năm của Spears và giúp cô lập kỷ lục là nghệ sĩ trẻ nhất đạt được thành tích trên. Album sau đó được chứng nhận ba đĩa Bạch kim bởi Hiệp hội Công nghiệp Ghi âm Hoa Kỳ (RIAA), công nhận ba triệu đơn vị album tương đương được tiêu thụ tại đây. Tính đến tháng 9 năm 2009, Circus đã bán được hơn bốn triệu bản trên toàn thế giới.
Bốn đĩa đơn đã được phát hành từ Circus, trong đó đĩa đơn đầu tiên "Womanizer" đứng đầu các bảng xếp hạng ở nhiều quốc gia, và là đĩa đơn có bước nhảy vọt lớn nhất lên vị trí số một trên bảng xếp hạng Billboard Hot 100 lúc bấy giờ. Đĩa đơn thứ hai "Circus" ra mắt và đạt vị trí thứ ba tại Hoa Kỳ, đồng thời trở thành đĩa đơn bán chạy thứ 10 trên toàn cầu trong năm 2009. Hai video ca nhạc cho "Womanizer" và "Circus" cũng nhận được bảy đề cử tại giải Video âm nhạc của MTV năm 2009, và chiến thắng một giải. Những đĩa đơn còn lại "If U Seek Amy" và "Radar" lần lượt đạt vị trí thứ 19 và 88 trên Billboard Hot 100. Để quảng bá album, Spears bắt tay thực hiện chuyến lưu diễn thế giới The Circus Starring Britney Spears (2009) với 97 đêm diễn đi qua Châu Âu, Bắc Mỹ và Châu Đại Dương, đã trở thành chuyến lưu diễn có doanh thu cao nhất trong sự nghiệp của Spears. Tại giải Grammy lần thứ 52, "Womanizer" nhận được một đề cử cho Thu âm nhạc dance xuất sắc nhất.

## Tổng quan và phát triển
Trong suốt năm 2007, sự nghiệp của Spears hoàn toàn bị lu mờ bởi những rắc rối trong đời sống cá nhân, bao gồm cả hậu quả của lối sống tiệc tùng quá mức và gặp khủng hoảng tâm lý, đỉnh điểm là việc cô cạo trọc đầu và bị giới truyền thông theo dõi sát sao. Bất chấp những khó khăn, Spears phát hành album phòng thu thứ năm Blackout–được nhiều nhà phê bình coi là tác phẩm hay nhất và có tầm ảnh hưởng nhất của cô–vào tháng 10. Tuy nhiên, đây là album phòng thu đầu tiên của cô không ra mắt ở vị trí số một trên bảng xếp hạng Billboard 200 tại Hoa Kỳ–ra mắt ở vị trí thứ hai–nhưng vẫn sản sinh "Gimme More", đĩa đơn đầu tiên của Spears lọt vào top 3 trên bảng xếp hạng Billboard Hot 100 kể từ đĩa đơn quán quân đầu tay "...Baby One More Time" (1998). Ngay khi phát hành, hành vi trước công chúng của Spears bắt đầu xung đột với hình ảnh của cô; Stephen Thomas Erlewine của AllMusic cho biết album đóng vai trò nhạc nền "cho những ngày tháng say xỉn, mơ hồ của Britney, phản ánh sự lăng mạ tràn lan mặt báo lá cải", đồng thời chỉ ra rằng album có sự mạch lạc mà Spears ngoài đời thực đang thiếu.
Tháng 1 năm 2008, Spears từ chối trao con trai của cô cho người đại diện của chồng cũ Kevin Federline. Sau đó, nữ ca sĩ phải nhập viện tại Trung tâm Y tế Cedars-Sinai khi cảnh sát đến nhà cô và nghi ngờ cô đang bị ảnh hưởng bởi một chất không xác định. Ngày hôm sau, quyền thăm con của Spears bị bác bỏ tại phiên tòa khẩn cấp và Federline được trao quyền nuôi dưỡng hợp pháp và toàn diện đối với hai con trai của họ. Cô được đưa vào khoa tâm thần của Trung tâm Y tế Ronald Reagan UCLA và bị giam giữ tâm thần không tự nguyện theo luật của tiểu bang California. Tòa án đưa cô vào quyền giám hộ do cha cô Jamie Spears và luật sư Andrew Wallet đứng đầu, trao cho họ quyền kiểm soát toàn bộ tài sản của cô. Cô được xuất viện năm ngày sau đó, trong khi quyền giám hộ sẽ không chấm dứt đến tháng 11 năm 2021, sau cuộc chiến được công khai rộng rãi của Spears chống lại cha cô và những cá nhân liên quan đến quyền giám hộ. Ngay khi bị đặt dưới sự giám hộ, quá trình thực hiện album phòng thu thứ sáu của Spears được bắt đầu. Do đó, việc phát hành "Radar" như đĩa đơn thứ tư từ Blackout bị hủy bỏ để Spears có thể tập trung vào Circus.

## Thu âm và sản xuất
Nhà sản xuất Claude Kelly nói về quá trình phát triển, nội dung và ý tưởng Circus.
Vào tháng 7 năm 2008, Spears xác nhận rằng cô đang trong quá trình thu âm cho album thứ sáu. "Radar" ban đầu xuất hiện trong album trước của Spears là Blackout (2007), và được thu âm vào ngày 8 tháng 11 năm 2006, một ngày sau khi Spears đệ đơn ly hôn với Kevin Federline, tại Sony Music Studios ở Thành phố New York. Bên cạnh thông báo về Circus, một loạt nhà sản xuất cũng được xác nhận tham gia cho album, như Sean Garrett, Guy Sigsworth, Danja và Bloodshy & Avant. Trong quá trình phát triển, Garrett và nhà sản xuất giọng hát Jim Beanz khen ngợi đạo đức nghề nghiệp của Spears sau những rắc rối đời tư bị truyền thông rộng rãi vào năm trước. Spears đồng sáng tác bốn bài hát trong album và muốn phát triển một đĩa nhạc chịu nhiều ảnh hưởng từ nhạc pop hơn, với những cộng tác viên cô từng làm việc ở thời kỳ đầu sự nghiệp. Cô nói rằng Circus là dự án cô bỏ ra nhiều thời gian để thu âm nhất, chỉ ra rằng: "Tôi nghĩ chất nhạc sẽ mang tính urban hơn [...] Tôi đang sáng tác mỗi ngày, ngay tại đây, bên cây đàn piano trong phòng khách này" và cũng mô tả album là đĩa nhạc hay nhất của cô cho đến nay.
Nhà sản xuất Claude Kelly cảm nhận sự thiếu hụt ý tưởng khi bắt đầu thực hiện Circus, nói rằng: "Khi tôi làm việc với [Dr. Luke], chúng tôi biết rằng phải viết một cái gì đó cho [Britney], nhưng không có ý tưởng cụ thể nào cả, chúng tôi chỉ biết phong cách của cô ấy và biết những gì cô ấy làm. Max Martin, người thường xuyên cộng tác với Spears trong ba album phòng thu đầu tiên của cô ...Baby One More Time (1999), Oops!... I Did It Again (2000) và Britney (2001), sáng tác và sản xuất "If U Seek Amy". The Outsyders, một nhóm sản xuất đến từ Atlanta, sản xuất đĩa đơn mở đường "Womanizer", trong khi Fernando Garibay thực hiện "Amnesia" và "Quicksand", nhưng cả hai đều không xuất hiện trong danh sách bài hát bản tiêu chuẩn. Danja tiết lộ rằng anh đang thực hiện những bài hát tại Chalice Recording Studio ở Los Angeles, trước khi được Spears thu âm tại Glenwood Place Studios ở Burbank, California. Bộ ba người Canada Let's Go to War đồng sáng tác và sản xuất "Mmm Papi". Guy Sigsworth, người Spears từng hợp tác cho đĩa đơn "Everytime", đã sản xuất hai bài hát trong album: bản ballad "My Baby" và "Out from Under", bản nhạc sau từng được thể hiện bởi Joanna Pacitti cho nhạc phim của bộ phim năm 2007 Bratz. Lil Jon, Rodney Jerkins, Sean Garrett, và Taio Cruz thông báo rằng họ đang làm việc với Spears, mặc dù những bài hát của họ không được đưa vào album.

## Nhạc và lời
— Spears so sánh Circus với Blackout
Circus là một bản thu âm pop và dance, được mô tả như phần tiếp theo của album phòng thu thứ năm của Spears Blackout (2007). Nữ ca sĩ mô tả album sẽ "tươi sáng" hơn so với Blackout theo hướng urban. Album được so sánh với những tác phẩm của Janet Jackson, Eurythmics, và New Order, cũng như những sáng tác của Prince, Leiber & Stoller và Phil Spector. Về phần lời, đĩa nhạc khai thác nhiều chủ đề từng được đề cập trước đây của Spears: "Circus" và "Kill the Lights" nói về danh tiếng như "Piece of Me" (2007), trong khi "Womanizer" và "Shattered Glass" nói về người đàn ông lăng nhăng. Circus mở màn bằng đĩa đơn mở đường "Womanizer", với tiếng còi báo động và phần điệp khúc lặp đi lặp lại, trong khi nội dung đề cập đến một người đàn ông lừa dối; Spears mô tả bài hát như "thánh ca của thiếu nữ". "Circus" nói lên cảm xúc của cô khi là một nghệ sĩ giải trí và biểu diễn, được nhấn mạnh trong những câu "All eyes on me in the centre of the ring just like a circus / When I crack that whip everybody gonna trip just like a circus". Những yếu tố electronic dance của bài hát được PopJustice so sánh với đĩa đơn trước đó của Spears "Break the Ice" (2008). Bản ballad "Out from Under" kết hợp phần đệm guitar mộc, trong khi "Kill the Lights" là một bản dance-pop nói về mâu thuẫn giữa Spears với thợ săn ảnh. "Shattered Glass" sử dụng nhịp điệu điện tử đen tối và khai thác câu chuyện về một mối quan hệ không thể hàn gắn. "If U Seek Amy" mang phong cách pop truyền thống đầy quyến rũ, nhưng vấp phải tranh cãi bởi cách chơi chữ kép ở tiêu đề, nghe giống như "F-U-C-K me".

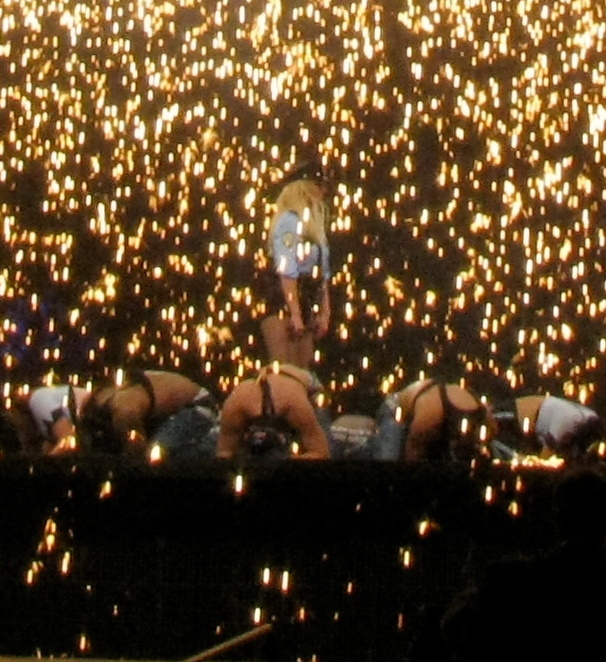
Spears trình diễn "Womanizer" trong chuyến lưu diễn the Circus Starring Britney Spears năm 2009

Bản electropop "Unusual You" nói về một người phụ nữ tìm thấy tình yêu bất ngờ, và được so sánh với chủ đề âm nhạc của thập niên 1980 và 1990. Được nhìn nhận như một "bản ballad sôi động", bài hát cũng được so sánh với "âm hưởng tựa thác nước lấp lánh vốn được khai phá bởi Janet Jackson". Spears hát ở âm vực thấp hơn trong "Blur", kết hợp một số ẩm hưởng urban, trong đó lời bài hát gợi lại buổi sáng sau một đêm tiệc tùng: "Can't remember what I did last night/I gotta get my head right, where the hex am I? Who are you? What'd we do last night?"; bản nhạc có những điểm tương đồng với "Early Mornin" của In the Zone (2003). "Mmm Papi" mang nhiều yếu tố của guitar go-go rock thập niên 1960, cũng như chủ đề Latin pop và dancehall. Mặc dù mang bản chất "vui nhộn", bài hát bị chỉ trích vì dường như "gợi lại nhân cách Lolita của "...Baby One More Time". Nhiều nhà phê bình cho rằng lời bài hát nói về Jamie, cha của Spears hoặc tay săn ảnh và cũng là bạn trai cũ của Spears Adnan Ghalib. "Mannequin" là một bản dance-pop chịu nhiều ảnh hưởng của trip hop, được chú ý bởi chất nhạc "mạo hiểm" và "tương lai", nhưng giọng hát của Spears bị cho là "vô hồn". "Lace and Leather" là một bản electro-funk được so sánh với "Janet Jackson thời kỳ Control", những tác phẩm của Prince và Vanity 6 vào những năm 1980, với sự tham gia góp giọng nền của Kesha lúc chưa nổi tiếng. "My Baby" với giọng hát nghe như "giả giọng Janet Jackson", được Spears viết về hai người con trai của cô Sean Preston và Jayden James Federline. Circus kết thúc với bản nhạc kèm theo "Radar", một bản electropop và Eurodisco với tiếng synthesizer mô phỏng sóng âm, được so sánh với "Tainted Love" (1981) của Soft Cell. Trong lời bài hát, Spears nói với một người đàn ông rằng anh đang trong tầm ngắm của cô, đồng thời cô liệt kê những phẩm chất của anh.

## Tiêu đề và hình ảnh
Spears bình luận về tiêu đề Circus: "Tôi thích thực tế rằng bạn luôn hồi hộp khi ở rạp xiếc. Bạn không bao giờ thấy chán [...] Bạn thực sự bị cuốn vào những gì diễn ra xung quanh mình. Và bạn muốn biết điều gì xảy ra tiếp theo." Spears cũng tiết lộ rằng cô đặt tên cho album là Circus vì cuộc sống của cô như "một gánh xiếc" vào thời điểm đó. Phần bìa album và tập sách ảnh được chụp bởi Kate Turning với hình tượng theo phong cách rạp xiếc. Spears tiết lộ bìa album cùng với danh sách bài hát thông qua trang web chính thức của cô vào ngày 31 tháng 10 năm 2008.

## Phát hành và quảng bá
Tháng 9 năm 2008, Circus được thông báo sẽ phát hành vào ngày 2 tháng 12, trùng dịp sinh nhật thứ 27 của Spears và có chung ngày phát hành với album mang tựa đề tương tự The Circus của nhóm nhạc Anh Take That. Tuy nhiên, sau khi bị rò rỉ trái phép, imeem bắt đầu phát trực tuyến Circus vào ngày 25 tháng 11. Để quảng bá album, Jive Records tạo ra một đường dây nóng để người hâm mộ gửi tin nhắn đến Spears, một vài trong số đó sẽ nhận được cuộc gọi trả lời từ cô. Một số đoạn ngắn bài hát được giới thiệu trước qua trang web của đài phát thanh New York WKTU và Amazon. MTV phát sóng một bộ phim tài liệu dài 90 phút Britney: For the Record vào ngày 30 tháng 11, ghi lại quá trình trở lại của cô. Vào tháng 5 năm 2009, trang web chính thức của Jive tổ chức "Cuộc thi Truyện hư cấu Toàn cầu", cho phép người tham gia gửi một câu chuyện dài 200 ký tự dựa trên một trong những bản nhạc của album. Khán giả sẽ bỏ phiếu cho truyện ngắn yêu thích của họ, và tác phẩm được bình chọn nhiều nhất sẽ được sản xuất thành một video ca nhạc hoạt hình. Sau đó, câu chuyện chiến thắng dựa trên bài hát "Kill the Lights", và video được công chiếu vào ngày 27 tháng 7.
Những màn trình diễn trở lại của Spears và hoạt động quảng bá cho Circus bắt đầu vào ngày 6 tháng 11 năm 2008, với sự xuất hiện khách mời trong đêm diễn tại Sân vận động Dodger thuộc chuyến lưu diễn Sticky & Sweet Tour (2008–2009) của Madonna. Ở giữa tiết mục "Human Nature", Spears lên sân khấu và hát với Madonna. Một tuần trước khi phát hành album, Spears trình diễn ở một số quốc gia như là một phần của Circus Promo Tour. Vào ngày 27 tháng 11, Spears thể hiện "Womanizer" tại giải Bambi năm 2008 ở Offenburg, Đức, nơi cô được trao giải Ngôi sao nhạc Pop quốc tế xuất sắc nhất. Ngoài ra, cô cũng trình diễn bài hát tại Star Academy ở Pháp vào ngày hôm sau và trên The X Factor ở Vương quốc Anh vào ngày 29 tháng 11. Màn trình diễn của cô trên The X Factor nhận được gần 11,880,000 lượt xem ở Vương quốc Anh. Spears ra mắt đĩa đơn thứ hai "Circus" với "Womanizer" tại Big Apple Circus trên Good Morning America vào ngày 2 tháng 12. Ngày 16 tháng 12, cô biểu diễn trong chương trình Nghệ sĩ xuất sắc nhất năm 2008 của Nippon TV.

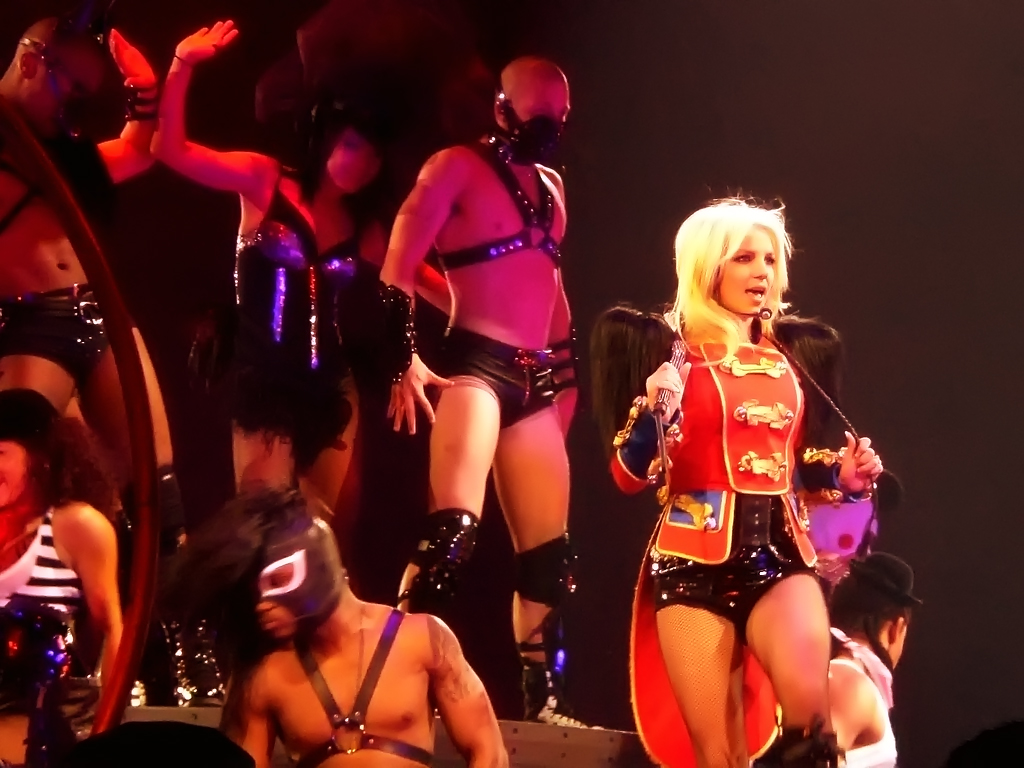
Spears trình diễn "Circus" trong chuyến lưu diễn The Circus Starring Britney Spears năm 2009

Trong khi biểu diễn trên Good Morning America vào ngày 2 tháng 12, Spears công bố chuyến lưu diễn thế giới thứ năm của cô The Circus Starring Britney Spears. Ban đầu, cô tiết lộ chặng đầu tiên gồm 25 đêm diễn tại Hoa Kỳ và hai ngày tại Vương quốc Anh. Người quản lý lâu năm của cô, Larry Rudolph tuyên bố rằng chuyến lưu diễn sẽ "khiến mọi người kinh ngạc và hứa hẹn đem đến cho người hâm mộ Britney những trải nghiệm khó quên", sau đó nói thêm: "cô sẽ biểu diễn hết mình trong toàn bộ chương trình — khoảng một tiếng rưỡi. Thật sự rất dữ dội. Đây là một chương trình đầy đủ, trọn vẹn của Britney Spears, và là tất cả những gì mọi người mong đợi từ cô ấy — và hơn thế nữa!". Spears cũng rất phấn khích khi đưa những bài hát từ Blackout vào danh sách trình diễn, vì cô không đi lưu diễn để quảng bá album. Chuyến lưu diễn bắt đầu vào ngày 3 tháng 3 năm 2009, tại Nhà thi đấu New Orleans ở New Orleans và kết thúc vào ngày 29 tháng 11, tại Trung tâm giải trí Adelaide ở Adelaide. Chuyến lưu diễn bao gồm bốn chặng: hai ở Bắc Mỹ, một ở Châu Âu và một ở Châu Đại Dương. Sân khấu gồm ba vòng tròn và được thiết kế để tạo không khí như một rạp xiếc thực sự. Nhà thiết kế thời trang Dean and Dan Caten đảm nhận khâu trang phục. Một màn hình trụ khổng lồ được đặt phía trên sân khấu để chiếu video và phông nền. Phần hiệu ứng được cung cấp bởi Solotech. Danh sách trình diễn chủ yếu gồm những bài hát từ In the Zone (2003), Blackout và Circus. Vào tháng 6, Spears thông báo sẽ lưu diễn ở Úc lần đầu tiên; cô cũng được đồn đoán sẽ lưu diễn ở Nam Mỹ nhưng quản lý của cô Adam Leber đã phủ nhận tin dồn, mặc dù ê kíp cũng nỗ lực thực hiện hóa ý tưởng.
Tranh cãi nổ ra trong chặng lưu diễn ở Úc, sau khi một số người hâm mộ bỏ về giữa chừng và cho rằng Spears hát nhép; những khiếu nại sau đó bị quản lý và nhà quảng bá của Spears phủ nhận. Chuyến lưu diễn xếp thứ tư trong danh sách những chuyến lưu diễn có doanh thu cao nhất năm tại Bắc Mỹ, và là chuyến lưu diễn có doanh thu cao nhất trong năm của một nghệ sĩ hát đơn. Vào tháng 2 năm 2010, Pollstar công bố 50 chuyến lưu diễn hàng đầu thế giới năm 2009; The Circus Starring Britney Spears là chuyến lưu diễn đạt doanh thu cao thứ năm trên toàn cầu, với tổng doanh thu là 131.8 triệu đô la. Vào tháng 5 năm 2010, Hollyscoop xếp hạng chuyến lưu diễn ở vị trí thứ năm trong danh sách "15 chuyến lưu diễn có lợi nhuận cao nhất mọi thời đại của nữ nghệ sĩ".

## Đĩa đơn
"Womanizer" được phát hành làm đĩa đơn mở đường từ Circus vào ngày 26 tháng 9 năm 2008. Bài hát nhận được những phản hồi tích cực từ giới phê bình, trong đó họ khen ngợi phần điệp khúc và phần lời truyền cảm hứng, coi đây như màn tái xuất đúng nghĩa và là đĩa đơn "trở lại" của Spears. Đĩa đơn ra mắt ở vị trí thứ 96 trên bảng xếp hạng Billboard Hot 100 ở Hoa Kỳ, trước khi vươn lên vị trí cao nhất vào tuần sau, phá vỡ kỷ lục về bước nhảy vọt lớn nhất trên bảng xếp hạng. "Womanizer" bán được hơn 3,500,000 lượt tải nhạc số tại Hoa Kỳ. Trên thị trường quốc tế, đĩa đơn đạt vị trí số một tại Bỉ, Canada, Croatia, Đan Mạch, Phần Lan, Pháp, Israel, Na Uy, Thụy Điển và Thổ Nhĩ Kỳ, và trên European Hot 100 Singles. Tại giải Grammy lần thứ 52 (2010), bài hát nhận được đề cử cho Thu âm nhạc dance xuất sắc nhất. Video ca nhạc cho "Womanizer" được công chiếu vào ngày 18 tháng 10, như phần tiếp theo của "Toxic" (2004); cả hai video đều do Joseph Kahn đạo diễn. Spears vào vai một người phụ nữ đã cải trang thành nhiều hình tượng khác nhau, và theo dõi bạn trai của cô trong nhiều hoạt động hằng ngày để vạch trần thói lăng nhăng của anh. Video thắng giải Video Pop xuất sắc nhất và được đề cử cho Video của năm tại giải Video âm nhạc của MTV năm 2009. "Womanizer" trở thành một trong những bản hit lớn nhất của Spears và được nhiều nghệ sĩ hát lại.
"Circus" được phát hành dưới dạng đĩa đơn thứ hai từ album vào ngày 2 tháng 12 năm 2008. Đĩa đơn ra mắt và đạt vị trí thứ ba trên Billboard Hot 100, và bán được hơn 3,200,000 lượt tải nhạc số tại Hoa Kỳ. Trên thị trường quốc tế, "Circus" đạt vị trí cao nhất trên Türkiye Top 20 và lọt vào top 10 ở Úc, Bulgaria, Canada, Đan Mạch, Hungary, Israel, New Zealand, Scotland và Thụy Điển. Video ca nhạc đi kèm được đạo diễn bởi Francis Lawrence, trong đó Spears hóa thân thành một thủ lĩnh rạp xiếc, và trình diễn với nhiều nghệ sĩ biểu diễn khác ở rạp xiếc. Video được giới phê bình đánh giá cao, nhưng bị chỉ trích vì sự góp mặt của "những động vật được huấn luyện khắc nghiệt"; tuy nhiên, những khiếu nại sau đó bị bác bỏ. Video được trao giải Video xuất sắc nhất trên Fuse TV, và được đề cử cho ba giải Video âm nhạc của MTV năm 2009.
"If U Seek Amy" được phát hành như đĩa đơn thứ ba từ Circus vào ngày 10 tháng 3 năm 2009. Do cách chơi chữ ở điệp khúc bài hát, Hội đồng Phụ huynh về Truyền hình và Truyền thông (PTC) đe dọa sẽ khiếu nại về hành vi khiếm nhã lên Ủy ban Truyền thông Liên bang (FCC) đối với bất kỳ đài nào phát bản nhạc từ 6 giờ sáng đến 10 giờ tối. Một bản chỉnh sửa của bài hát, mang tên "If U See Amy", sau đó được Jive Records gửi đến đài phát thanh. Đĩa đơn đạt vị trí thứ 19 trên bảng xếp hạng Billboard Hot 100, giúp Circus trở thành album đầu tiên của Spears kể từ ...Baby One More Time sản sinh ba đĩa đơn lọt vào top 20. Trên thị trường quốc tế, "If U Seek Amy" đạt vị trí cao nhất trên bảng xếp hạng Brasil Hot 100 Airplay, đồng thời lọt vào top 10 ở Bỉ, Israel, Malaysia và Mexico. Video ca nhạc cho bài hát được đạo diễn bởi Jake Nava và phát hành vào ngày 12 tháng 3, với nội dung chế giễu văn hóa Mỹ.
"Radar" ban đầu xuất hiện trong album phòng thu thứ năm của Spears Blackout (2007) và dự định sẽ phát hành làm đĩa đơn thứ tư. Tuy nhiên, kế hoạch bị hủy bỏ khi Spears bắt đầu thực hiện Circus và thay vào đó được phát hành dưới dạng đĩa đơn quảng bá vào năm 2008. Sau đó, "Radar" được chọn làm bản nhạc bổ sung trong Circus và phát hành như đĩa đơn thứ tư vào ngày 5 tháng 6 năm 2009. Bài hát ban đầu lọt vào bảng xếp hạng Digital Songs ở vị trí thứ 52, với lượt tải nhạc số từ Blackout. Sau khi được xác nhận là đĩa đơn, "Radar" lọt vào Billboard Hot 100 ở vị trí thứ 90, và đạt vị trí thứ 88 vào tuần sau, trở thành đĩa đơn phát hành tại Hoa Kỳ có thứ hạng thấp nhất của Spears. Video ca nhạc cho bài hát do Dave Meyers đạo diễn, trong đó Spears vào vai một quý tộc chơi polo tại một biệt thự và rơi vào mối tình tay ba với hai cầu thủ polo.
Mặc dù không được chọn làm đĩa đơn, một số bản nhạc từ Circus đã xuất hiện trên những bảng xếp hạng phụ của Billboard khi phát hành. "Shattered Glass", đạt vị trí thứ 70 trên Billboard Hot 100, cao hơn cả đĩa đơn thực tế "Radar" . Ngoài ra, bài hát còn đạt vị trí thứ 29 trên Digital Songs và thứ 75 trên Canadian Hot 100. "Shattered Glass" cũng lọt vào bảng xếp hạng Pop 100, đạt vị trí thứ 57. "Lace and Leather" và "Mmm Papi" lần lượt đạt vị trí thứ 84 và 94 trên Pop 100. "Out from Under" ra mắt ở vị trí thứ 40 trên Swedish Singles Chart vào ngày 14 tháng 8 năm 2009, đạt vị trí thứ 32 ở tuần tiếp theo và trụ vững trên bảng xếp hạng trong năm tuần.

## Tiếp nhận chuyên môn
| Xếp hạng chuyên nghiệp | Xếp hạng chuyên nghiệp |
| Điểm trung bình        | Điểm trung bình        |
| Nguồn                  | Đánh giá               |
| ---------------------- | ---------------------- |
| AnyDecentMusic?        | 6.1/10                 |
| Metacritic             | 64/100                 |
| Nguồn đánh giá         |                        |
| Nguồn                  | Đánh giá               |
| AllMusic               | [ 117 ]                |
| Entertainment Weekly   | B                      |
| The Guardian           | [ 49 ]                 |
| The Independent        | [ 118 ]                |
| Los Angeles Times      | [ 119 ]                |
| NME                    | 5/10                   |
| Robert Christgau       | [ 121 ]                |
| Rolling Stone          | [ 35 ]                 |
| Slant Magazine         | [ 122 ]                |
| USA Today              | [ 123 ]                |

Sau khi phát hành, Circus nhận được những đánh giá tích cực từ các nhà phê bình âm nhạc. Tại Metacritic, chuyên trang thống kê điểm trung bình từ những bài đánh giá chuyên môn của các nhà phê bình chính thống, album nhận được 64 trên 100 điểm dựa trên dựa trên 22 bài đánh giá, đông nghĩa với "đánh giá nhìn chung là tích cực". Stephen Thomas Erlewine đưa ra nhận xét tích cực, mô tả đĩa nhạc là "bản làm lại thân thiện của Blackout vốn đầy khoái lạc", nhưng yêu thích album trước hơn vì "mượt mà và gây nghiện" hơn Circus. Genevieve Koski của The A.V. Club ghi nhận Spears "đã thực sự nỗ lực vào những phần thể hiện trong Circus", thay vì "nghe có vẻ nhạt nhẽo" như trong Blackout. Viết cho Digital Spy, Nick Levine cho rằng Spears "nghe tự tin hơn" so với Blackout. Trong khi Chris Willman của Entertainment Weekly đánh giá cao quá trình sản xuất tổng thể của Circus, anh chỉ trích khuôn mẫu mới của Spears "khi đặt tiêu đề album đầy hứa hẹn về việc tiết lộ bản thân, nhưng thực tế lại không như kỳ vọng." Robert Christgau trao cho Circus hai sao danh dự, nói rằng album "hầu như mang lại cảm giác vui vẻ". Jon Pareles của The New York Times bày tỏ sự thích thú đối với chất nhạc "sắc nét" và kết hợp "những đoạn nhạc dạo hấp dẫn". Caryn Ganz của Rolling Stone cho rằng "phong cách nhạc pop phiêu lưu, đậm chất câu lạc bộ" của Circus được xem như bản kế nhiệm xứng đáng cho album phòng thu thứ tư của cô In the Zone (2003).
Viết cho USA Today, Steve Jones khen ngợi Spears vì "kiên cường" và "[biết] mình là ai với tư cách một ca sĩ" và không "[lãng phí] thời gian tìm kiếm định hướng nghệ thuật hoặc suy nghĩ quá nhiều về sức hấp dẫn của bản thân." The Village Voice nhìn nhận Circus "không tốt hơn hoặc tệ hơn so với Discipline của Janet Jackson." Alexis Petridis của The Guardian đưa ra đánh giá trái chiều hơn, cho rằng Spears "nghe hơi lạc lõng, thậm chí hơi buồn chán" xuyên suốt album, trong khi Blackout là một "album mạo hiểm, hết mình được thực hiện bởi người phụ nữ mà bản cáo phó của cô dường như đã được Associated Press chuẩn bị." Một cây bút của The Independent đưa ra đánh giá tiêu cực, cho rằng cách truyền tải trong giọng hát của Spears nghe có vẻ vô cảm ở những bản nhạc nhịp độ trung bình và ballad. Eric Henderson của Slant Magazine cũng có cảm xúc tương tự, cho rằng "sự tự thân" của album tạo nên cảm giác "rỗng tuếch" ở phần lớn bản thu âm. Ann Powers của Los Angeles Times cảm thấy Circus đã "làm rất tốt" khi tuyên bố rằng "Spears vẫn là người phụ nữ trẻ đang cố gắng quản lý một tình huống bất khả thi." Viết cho NME, Hamish MacBain cảm thấy thất vọng khi "Spears thực sự tệ trong việc thể hiện nét gợi cảm", đồng thời nói thêm rằng Circus là "nỗ lực thứ n để biến sự hỗn loạn về quá trình trưởng thành của Britney – người sẽ 27 tuổi vào tuần tới! – thành một sản phẩm pop nhếch nhác, tục tĩu cho người lớn."

## Thành tựu

### Giải thường và đề cử
| 2008 | Giải thưởng âm nhạc Virgin Media | Album xuất sắc nhất             | Á quân    |
| 2009 | Giải thưởng Bravo A-list         | Album hạng A                    | Đoạt giải |
| 2009 | Giải thưởng âm nhạc Hungary      | Album Dance-Pop quốc tế của năm | Đề cử     |
| 2009 | Giải NME                         | Album tệ nhất                   | Đề cử     |
| 2009 | Premios Oye!                     | Album tiếng Anh của năm         | Đề cử     |
| 2010 | Giải Juno                        | Album quốc tế của năm           | Đề cử     |

### Danh sách cuối năm
| Năm  | Đơn vị                                  | Danh sách                                           | Vị trí | Ct.     |
| ---- | --------------------------------------- | --------------------------------------------------- | ------ | ------- |
| 2008 | Billboard                               | Lựa chọn của độc giả – Album xuất sắc nhất năm 2008 | 1      | [ 136 ] |
| 2008 | Top 100 Album năm 2008 của IFPI Thụy Sĩ | Album xuất sắc nhất năm 2008                        | 1      | [ 137 ] |

## Diễn biến thương mại

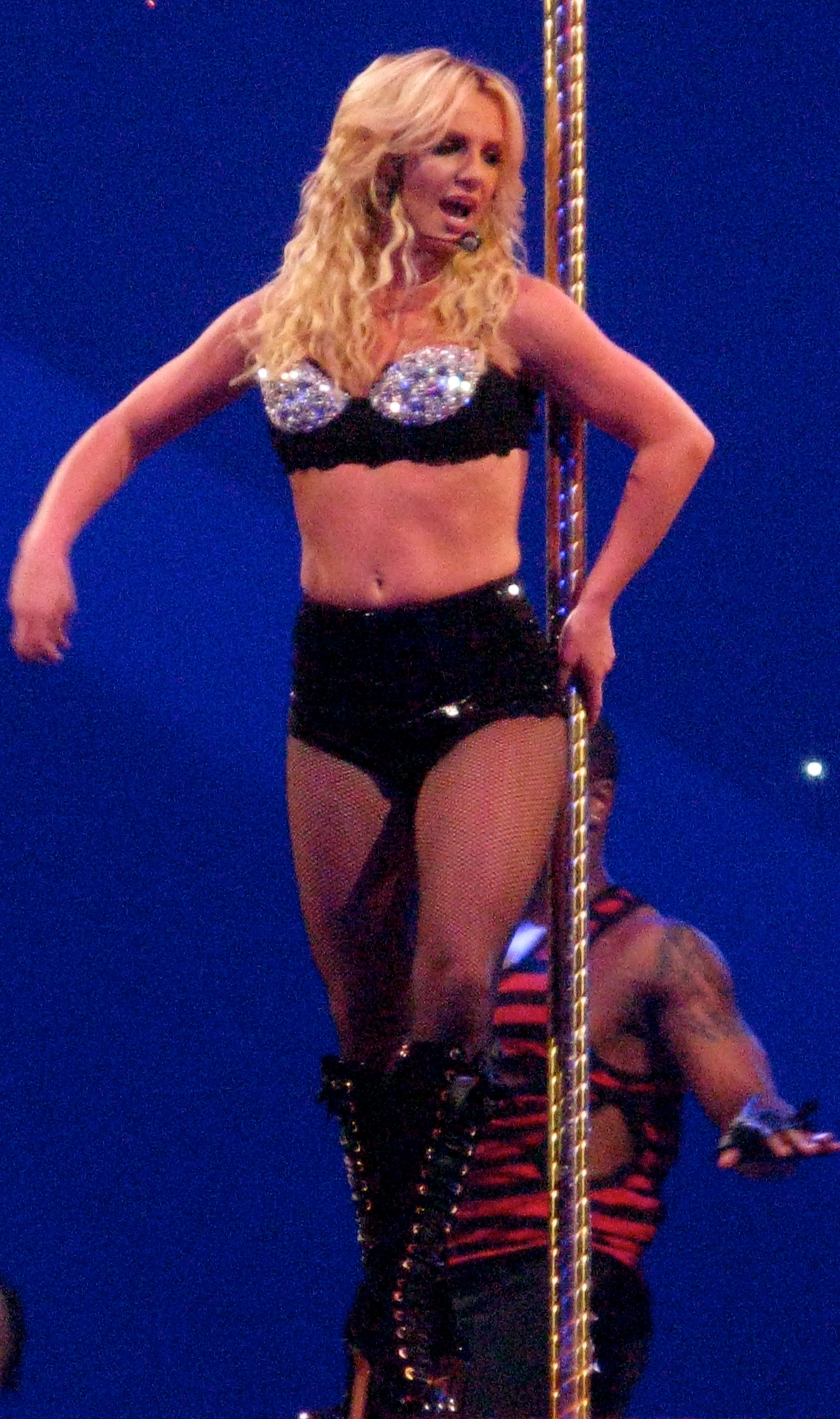
Spears trình diễn "Radar" trong chuyến lưu diễn the Circus Starring Britney Spears năm 2009

Tại Hoa Kỳ, Circus ra mắt ở vị trí số một trên bảng xếp hạng Billboard 200, với doanh số tuần đầu đạt 505,000 bản. Đây là doanh số mở màn cao thứ hai trong năm 2008 của một nghệ sĩ nữ, chỉ sau Fearless của Taylor Swift. Album trải qua chín tuần trong top 10, trở thành album trụ hạng top 10 lâu nhất của Spears kể từ Oops!... I Did It Again (2000) với 23 tuần trong top 10. Circus sau đó được chứng nhận ba đĩa Bạch kim bởi Hiệp hội Công nghiệp Ghi âm Hoa Kỳ (RIAA) vào ngày 24 tháng 10 năm 2023, ghi nhận lượng tiêu thụ cán mốc ba triệu đơn vị album tương đương. Album đứng thứ sáu trong danh sách Billboard 200 cuối năm 2009. Theo Nielsen SoundScan, đĩa nhạc bán được 1.7 triệu bản tại Hoa Kỳ tính đến tháng 3 năm 2015. Với hơn 51,000 đơn vị được bán ra trong tuần đầu tiên, Circus đứng đầu bảng xếp hạng Canadian Albums Chart, đánh dấu doanh số tuần đầu cao nhất của cô tại Canada kể từ Oops!... I Did It Again với 95,000 bản. Trong vòng chưa đầy một tháng, Circus trở thành album bán chạy thứ chín trong năm 2008 tại đây, bán được 143,000 bản và là một trong mười album nhạc số bán chạy nhất năm với hơn 10,100 lượt tải. Tháng 10 năm 2023, album được chứng nhận bốn đĩa Bạch kim bởi Hiệp hội Công nghiệp Ghi âm Canada (CRIA). Tại Mexico, đĩa nhạc ra mắt ở ngôi vị quán quân trên bảng xếp hạng album quốc tế và vị trí thứ ba trên Top 100 Mexico, bán được hơn 46,000 bản và được chứng nhận Vàng bởi Hiệp hội các nhà sản xuất bản thu âm và Videograms ở Mexico, A.C. trong tuần đầu phát hành.
Tại Châu Đại Dương, Circus đều gặt hái thành công, đạt vị trí thứ ba tại Úc và thứ sáu tại New Zealand. Sau đó, album được chứng nhận hai đĩa Bạch kim bởi Hiệp hội Công nghiệp ghi âm Úc (ARIA) và Bạch kim bởi Hiệp hội Công nghiệp Ghi âm New Zealand (RIANZ). Tại Nhật Bản, đĩa nhạc đạt vị trí thứ năm trên Oricon Albums Chart và được chứng nhận Vàng bởi Hiệp hội Công nghiệp Ghi âm Nhật Bản (RIAJ). Tại Vương quốc Anh, Circus ra mắt và đạt vị trí thứ tư trên UK Albums Chart, trụ vững trên bảng xếp hạng trong 31 tuần, và vị trí thứ bảy trên Scottish Albums Chart. Album được chứng nhận Bạch kim bởi Ngành Công nghiệp Ghi âm Anh (BPI). Tại Pháp, album bán được 18,319 bản trong hai ngày đầu tiên, ra mắt ở vị trí thứ năm. Trên khắp Châu Âu, Circus thống trị bảng xếp hạng ở Nga, Thụy Sĩ, bảng xếp hạng album quốc tế ở Hy Lạp và European Top 100 Albums. Ngoài ra, album vươn đến top 10 ở Áo, Bỉ, Đan Mạch, Pháp, Đức, Ireland, Ý, Hà Lan và Tây Ban Nha. Tính đến tháng 9 năm 2009, album bán được hơn bốn triệu bản trên toàn cầu.

## Tranh cãi
—Chủ tịch PTC Tim Water nói về tranh cãi xung quanh lời bài hát "If U Seek Amy".
Circus và những hoạt động xung quanh chiến dịch quảng bá album đã trở thành chủ đề của nhiều tranh cãi. Tranh cãi đầu tiên nổ ra vào ngày 5 tháng 12 năm 2008, khi trang web âm nhạc Úc Undercover.com.au đưa tin về một khiếu nại liên quan đến nội dung lời bài hát "If U Seek Amy" của Leonie Barsenbach, một bà nội trợ đến từ Sydney, người phát biểu rằng: "Tôi rất ngạc nhiên và hoàn toàn sửng sốt khi nghe hai đứa con 5 và 7 tuổi của tôi đi quanh nhà và hát 'F-U-C-K' ... Khi tôi hỏi về điều đó, chúng nói rằng đó là Britney Spears. Tôi đã rất bàng hoàng. Tôi mua cho chúng album Circus nhưng không hề có cảnh báo nào ... Điều này thật xúc phạm. Tôi thấy bị lừa dối." Tác giả Daniel Kreps của Rolling Stone bảo vệ Spears, lập luận rằng cha mẹ nên biết về chủ đề bài nhạc của cô. Sau khi "If U Seek Amy" được chọn làm đĩa đơn thứ ba từ album vào tháng 1 năm 2009, các đài phát thanh Hoa Kỳ đắn đo trong việc phát bài hát do những ẩn ý ở phần điệp khúc; WFLZ-FM đã tự sản xuất bản chỉnh sửa của bài hát, mang tên "If U See Amy". Ngay sau đó, Hội đồng Phụ huynh về Truyền hình và Truyền thông (PTC) đe dọa sẽ đệ đơn khiếu nại về hành vi khiếm nhã lên Ủy ban Truyền thông Liên bang (FCC) đối với bất kỳ đài nào phát bài hát từ 6 giờ sáng đến 10 giờ tối. RBR.com đưa tin rằng "Thật thú vị, Circus từng được đánh giá bởi Common Sense Media, một tổ chức khác với sứ mệnh giúp phụ huynh quản lý việc tiêu thụ tác phẩm truyền thông của con em họ. Tổ chức lại xếp hạng bài hát phù hợp với trẻ từ 13 trở lên, nhưng không đề cập cụ thể đến 'If U Seek Amy'. Thú vị hơn nữa, Chủ tịch FCC sắp nhậm chức Julius Genachowski lại là người sáng lập của Common Sense."
Video ca nhạc cho bài hát chủ đề của Circus cũng vấp phải tranh cãi vì sử dụng động vật lạ. Ngày 9 tháng 12 năm 2008, tổ chức bảo vệ quyền động vật PETA đã ban hành một thông cáo báo chí để lên án Spears do sử dụng "sư tử và voi được huấn luyện cực đoan" và yêu cầu cô "dừng sử dụng động vật lạ trong video và đêm nhạc của mình, từ nay về sau". Spears trước đó từng bị tổ chức trên chỉ trích, sau khi cô sử dụng một con trăn bạch tạng và một con hổ nhốt lồng trong màn trình diễn "I'm a Slave 4 U" tại giải Video âm nhạc của MTV năm 2001. Kari Johnson đến từ Have Trunk Will Travel phản hồi: "[công ty] chưa từng đưa ra văn bản ủng hộ, cũng không dung túng cho việc sử dụng các thiết bị điện để kỷ luật và kiểm soát voi, trừ những tình huống ảnh hưởng đến an toàn của voi hoặc người. [...] Hiệp hội Nhân đạo Hoa Kỳ chịu trách nhiệm giám sát hoạt động của động vật trong phim và truyền hình. Một đại diện đã có mặt trên trường quay video 'Circus' của Britney Spears với những chú voi của chúng tôi, Tai và Kitty, để đảm bảo an toàn và phúc lợi cho chúng [...] Britney, đạo diễn, nhà sản xuất và toàn bộ đoàn làm phim đều tôn trọng nhu cầu và sự thoải mái của những chú voi và rất hân hạnh được làm việc cùng."
Chặng lưu diễn tại Úc của The Circus Starring Britney Spears cũng gây tranh cãi sau buổi diễn mở màn tại Perth vào ngày 6 tháng 11 năm 2009, khi cây bút Rebekah Devlin của The Advertiser đưa tin rằng một số người hâm mộ đã bỏ về; họ bày tỏ sự "thất vọng" và "phẫn nộ" với việc Spears hát nhép và nhảy một cách hời hợt. Nhà quảng bá chuyến lưu diễn tại Úc Paul Dainty phủ nhận mọi cáo buộc, trong khi quản lý của Spears trả lời qua tài khoản Twitter cá nhân rằng: "Thật tiếc khi một nhà báo ở Perth không thích buổi diễn tối qua. May mắn thay, 18,272 người hâm mộ khác lại không như vậy"; Trang web chính thức của Spears cũng đăng tải danh sách gồm những đánh giá tích cực từ một số người hâm mộ.

## Danh sách bài hát
| Circus – Bản tiêu chuẩn | Circus – Bản tiêu chuẩn    | Circus – Bản tiêu chuẩn                                                                              | Circus – Bản tiêu chuẩn         | Circus – Bản tiêu chuẩn |
| STT                     | Nhan đề                    | Sáng tác                                                                                             | Sản xuất                        | Thời lượng              |
| ----------------------- | -------------------------- | --- | ------------------------------- | ----------------------- |
| 1.                      | "Womanizer"                | Nikesha Briscoe Rafael Akinyemi                                                                      | K. Briscoe/The Outsyders        | 3:43                    |
| 2.                      | "Circus"                   | Lukasz Gottwald Claude Kelly Benjamin Levin                                                          | Dr. Luke Benny Blanco           | 3:12                    |
| 3.                      | "Out from Under"           | Shelly Peiken Arnthor Birgisson Wayne Hector                                                         | Guy Sigsworth                   | 3:54                    |
| 4.                      | "Kill the Lights"          | Nathaniel Hills James Washington Luke Boyd Marcella Araica                                           | Danja Jim Beanz [a]             | 3:59                    |
| 5.                      | "Shattered Glass"          | Gottwald Kelly Levin                                                                                 | Dr. Luke Blanco Kelly [a]       | 2:53                    |
| 6.                      | "If U Seek Amy"            | Max Martin Shellback Savan Kotecha Alexander Kronlund                                                | Martin                          | 3:37                    |
| 7.                      | "Unusual You"              | Christian Karlsson Pontus Winnberg Henrik Jonback Kasia Livingston                                   | Bloodshy & Avant                | 4:23                    |
| 8.                      | "Blur"                     | Hills Stacy Barthe Araica                                                                            | Danja                           | 3:09                    |
| 9.                      | "Mmm Papi"                 | Britney Spears Henry Walter Adrien Gough Peter-John Kerr Nicole Morier                               | Let's Go to War Morier [a]      | 3:22                    |
| 10.                     | "Mannequin"                | Spears Harvey Mason, Jr. Rob Knox James Fauntleroy II                                                | Mason, Jr. Rob Knox             | 4:06                    |
| 11.                     | "Lace and Leather"         | Gottwald Levin Frankie Storm Ronnie Jackson                                                          | Dr. Luke Blanco [b]             | 2:48                    |
| 12.                     | "My Baby"                  | Spears Sigsworth                                                                                     | Sigsworth                       | 3:20                    |
| 13.                     | "Radar" (bản nhạc bổ sung) | Karlsson Winnberg Jonback Balewa Muhammad Candice Nelson Ezekiel "Zeke" Lewis Patrick "J. Que" Smith | Bloodshy & Avant The Clutch [b] | 3:49                    |
| Tổng thời lượng:        | Tổng thời lượng:           | Tổng thời lượng:                                                                                     | Tổng thời lượng:                | 46:15                   |

| Circus – Bản trên Musicload tại Đức và bản Nhạc số tại Mexico (bản nhạc bổ sung) | Circus – Bản trên Musicload tại Đức và bản Nhạc số tại Mexico (bản nhạc bổ sung) | Circus – Bản trên Musicload tại Đức và bản Nhạc số tại Mexico (bản nhạc bổ sung) | Circus – Bản trên Musicload tại Đức và bản Nhạc số tại Mexico (bản nhạc bổ sung) | Circus – Bản trên Musicload tại Đức và bản Nhạc số tại Mexico (bản nhạc bổ sung) |
| STT                                                                              | Nhan đề                                                                          | Sáng tác                                                                         | Sản xuất                                                                         | Thời lượng                                                                       |
| -------------------------------------------------------------------------------- | -------------------------------------------------------------------------------- | -------------------------------------------------------------------------------- | -------------------------------------------------------------------------------- | -------------------------------------------------------------------------------- |
| 14.                                                                              | "Rock Boy"                                                                       | Hills Araica Tina Parol-Gemza Michael Shimshack                                  | Danja                                                                            | 3:21                                                                             |
| Tổng thời lượng:                                                                 | Tổng thời lượng:                                                                 | Tổng thời lượng:                                                                 | Tổng thời lượng:                                                                 | 49:36                                                                            |

| Circus – Bản tại Nhật và Vương quốc Anh (bản nhạc bổ sung) | Circus – Bản tại Nhật và Vương quốc Anh (bản nhạc bổ sung) | Circus – Bản tại Nhật và Vương quốc Anh (bản nhạc bổ sung) | Circus – Bản tại Nhật và Vương quốc Anh (bản nhạc bổ sung) | Circus – Bản tại Nhật và Vương quốc Anh (bản nhạc bổ sung) |
| STT                                                        | Nhan đề                                                    | Sáng tác                                                   | Sản xuất                                                   | Thời lượng                                                 |
| ---------------------------------------------------------- | ---------------------------------------------------------- | ---------------------------------------------------------- | ---------------------------------------------------------- | ---------------------------------------------------------- |
| 14.                                                        | "Amnesia"                                                  | Fernando Garibay Livingston                                | Garibay                                                    | 3:57                                                       |
| Tổng thời lượng:                                           | Tổng thời lượng:                                           | Tổng thời lượng:                                           | Tổng thời lượng:                                           | 50:12                                                      |

| Circus – Bản cao cấp (bản nhạc bổ sung) | Circus – Bản cao cấp (bản nhạc bổ sung) | Circus – Bản cao cấp (bản nhạc bổ sung)               | Circus – Bản cao cấp (bản nhạc bổ sung) | Circus – Bản cao cấp (bản nhạc bổ sung) |
| STT                                     | Nhan đề                                 | Sáng tác                                              | Sản xuất                                | Thời lượng                              |
| --------------------------------------- | --------------------------------------- | ----------------------------------------------------- | --------------------------------------- | --------------------------------------- |
| 14.                                     | "Rock Me In"                            | Spears Greg Kurstin Morier                            | Kurstin Morier [a]                      | 3:17                                    |
| 15.                                     | "Phonography"                           | Karlsson Winnberg Jonback Muhammad Nelson Lewis Smith | Bloodshy & Avant The Clutch             | 3:35                                    |
| Tổng thời lượng:                        | Tổng thời lượng:                        | Tổng thời lượng:                                      | Tổng thời lượng:                        | 53:07                                   |

| Circus – Bản đặt trước trên iTunes Store tại Mỹ và bản cao cấp trên Amazon MP3 tại Pháp (bản nhạc bổ sung) | Circus – Bản đặt trước trên iTunes Store tại Mỹ và bản cao cấp trên Amazon MP3 tại Pháp (bản nhạc bổ sung) | Circus – Bản đặt trước trên iTunes Store tại Mỹ và bản cao cấp trên Amazon MP3 tại Pháp (bản nhạc bổ sung) | Circus – Bản đặt trước trên iTunes Store tại Mỹ và bản cao cấp trên Amazon MP3 tại Pháp (bản nhạc bổ sung) | Circus – Bản đặt trước trên iTunes Store tại Mỹ và bản cao cấp trên Amazon MP3 tại Pháp (bản nhạc bổ sung) |
| STT | Nhan đề | Sáng tác                                                                                                   | Sản xuất                                                                                                   | Thời lượng                                                                                                 |
| --- | --- | --- | --- | --- |
| 16. | "Trouble"                                                                                                  | Karlsson Winnberg Jonback Muhammad Nelson Lewis Smith                                                      | Bloodshy & Avant The Clutch                                                                                | 3:34 |
| Tổng thời lượng:                                                                                           | Tổng thời lượng:                                                                                           | Tổng thời lượng:                                                                                           | Tổng thời lượng:                                                                                           | 56:41 |

| Circus – Bản cao cấp trên iTunes Store tại châu Âu (bản nhạc bổ sung) | Circus – Bản cao cấp trên iTunes Store tại châu Âu (bản nhạc bổ sung) | Circus – Bản cao cấp trên iTunes Store tại châu Âu (bản nhạc bổ sung) | Circus – Bản cao cấp trên iTunes Store tại châu Âu (bản nhạc bổ sung) | Circus – Bản cao cấp trên iTunes Store tại châu Âu (bản nhạc bổ sung) |
| STT                                                                   | Nhan đề                                                               | Sáng tác                                                              | Sản xuất                                                              | Thời lượng                                                            |
| --------------------------------------------------------------------- | --------------------------------------------------------------------- | --------------------------------------------------------------------- | --------------------------------------------------------------------- | --------------------------------------------------------------------- |
| 16.                                                                   | "Quicksand"                                                           | Lady Gaga Garibay                                                     | Garibay                                                               | 4:05                                                                  |
| Tổng thời lượng:                                                      | Tổng thời lượng:                                                      | Tổng thời lượng:                                                      | Tổng thời lượng:                                                      | 57:12                                                                 |

| Circus – Bản Nhạc số ưu đãi trên Britney.com (bản nhạc bổ sung) | Circus – Bản Nhạc số ưu đãi trên Britney.com (bản nhạc bổ sung) | Circus – Bản Nhạc số ưu đãi trên Britney.com (bản nhạc bổ sung) | Circus – Bản Nhạc số ưu đãi trên Britney.com (bản nhạc bổ sung) | Circus – Bản Nhạc số ưu đãi trên Britney.com (bản nhạc bổ sung) |
| STT                                                             | Nhan đề                                                         | Sáng tác                                                        | Sản xuất                                                        | Thời lượng                                                      |
| --------------------------------------------------------------- | --------------------------------------------------------------- | --------------------------------------------------------------- | --------------------------------------------------------------- | --------------------------------------------------------------- |
| 14.                                                             | "Phonography"                                                   | Karlsson Winnberg Jonback Muhammad Nelson Lewis Smith           | Bloodshy & Avant The Clutch                                     | 3:35                                                            |
| 15.                                                             | "Amnesia"                                                       | Garibay Livingston                                              | Garibay                                                         | 3:57                                                            |
| 16.                                                             | "Womanizer" (Kaskade Radio Edit #2)                             | Briscoe Akinyemi                                                | K. Briscoe/The Outsyders                                        | 3:13                                                            |
| 17.                                                             | "Womanizer" (Junior's Superstar Mix)                            | Briscoe Akinyemi                                                | K. Briscoe/The Outsyders                                        | 7:30                                                            |
| Tổng thời lượng:                                                | Tổng thời lượng:                                                | Tổng thời lượng:                                                | Tổng thời lượng:                                                | 65:30                                                           |

| Circus – Bản cao cấp (DVD kèm theo) | Circus – Bản cao cấp (DVD kèm theo)          | Circus – Bản cao cấp (DVD kèm theo) |
| STT                                 | Nhan đề                                      | Thời lượng                          |
| ----------------------------------- | -------------------------------------------- | ----------------------------------- |
| 1.                                  | "Quá trình thực hiện Album"                  | 9:34                                |
| 2.                                  | "Womanizer" (director's cut) (video ca nhạc) | 3:54                                |
| 3.                                  | "Bộ sưu tập ảnh"                             |                                     |

Ghi chú
- "Out from Under" là một bản hát lại từ bài hát cùng tên của Joanna Pacitti cho Bratz: Motion Picture Soundtrack (2007).
- ^a  nghĩa là sản xuất giọng hát
- ^b  nghĩa là đồng sản xuất

## Thành phần thực hiện
Thành phần thực hiện được trích từ ghi chú của Circus.
- Rafael Akinyemi – sáng tác (bài 1)
- All Sets – thiết kế
- Marcella "Ms. Lago" Araica – kỹ sư bổ sung (bài 1), kỹ sư (bài 4, 8), phối khí (bài 4, 8), sáng tác (bài 8)
- Stacy Barthe – sáng tác (bài 8)
- Jim Beanz – kỹ sư bổ sung (bài 1), sáng tác (bài 4), sản xuất giọng hát (bài 4)
- Matt Beckly – kỹ sư (bài 2), chỉnh sửa giọng hát (bài 2)
- Arnthor Birgisson – sáng tác (bài 3)
- Benny Blanco – trống (bài 2, 5 và 11), đàn phím (bài 2, 5 và 11), sản xuất (bài 2, 5 và 11), lập trình (bài 2, 5 và 11), sáng tác (bài 2, 5 và 11)
- Bloodshy & Avant – bass (bài 7 và 13), kỹ sư (bài 7 và 13), guitar (bài 7 và 13), đàn phím (bài 7 và 13), phối khí (bài 7), sản xuất (bài 7 và 13), lập trình (bài 7 và 13), sáng tác (bài 7 và 13)
- David Boyd – kỹ sư bổ sung (bài 10)
- Luke Boyd – giọng nền (bài 8), sáng tác (bài 4)
- Nikesha Briscoe – sản xuất (bài 1), sáng tác (bài 1)
- Jim Carauna – kỹ sư bổ sung (bài 13)
- Chad Carlisle – hỗ trợ kỹ sư (bài 2)
- The Clutch – kỹ sư (bài 13), sản xuất (bài 13), sáng tác (bài 13)
- Tom Coyne – master (tất cả bài)
- Danja – sản xuất (bài 4 và 8), sáng tác (bài 4 và 8)
- Brendan Dekora – kỹ sư (bài 1), hỗ trợ kỹ sư (bài 12), hỗ trợ phối khí (bài 12)
- Cathy Dennis – giọng nền (bài 2)
- Dr. Luke – trống (bài 2, 5 và 11), guitar (bài 2, 5 và 11), đàn phím (bài 2, 5 và 11), sản xuất (bài 2, 5 và 11), lập trình (bài 2, 5 và 11), sáng tác (bài 2, 5 và 11)
- Pati Dubroff – trang điểm
- Bojan "Genius" Dugić – kỹ sư (bài 1)
- Laura Duncan – phục trang
- Eric Eylands – hỗ trợ kỹ sư (bài 5, 6, 9 và 11)
- James Fauntleroy II – sáng tác (bài 10)
- Niklas Flyckt – phối khí (bài 13)
- Serban Ghenea – phối khí (bài 1, 2, 5, 6 và 11)
- Angela N. Golightly – điều phối sản xuất (bài 10)
- Aniela Gottwald – hỗ trợ kỹ sư (bài 5 và 11)
- Tatiana Gottwald – hỗ trợ kỹ sư (bài 2)
- John Hanes – hỗ trợ kỹ sư Pro Tools (bài 1, 2, 5, 6 và 11)
- Dabling Harward – kỹ sư (bài 10)
- Leah Haywood – giọng nền (bài 3)
- Wayne Hector – sáng tác (bài 3)
- Jeri Heiden – chỉ đạo nghệ thuật
- John Heiden – thiết kế
- Andrew Hey – kỹ sư (bài 10)
- Sam Holland – kỹ sư (bài 2, 5 và 11)
- Anders Hvenare – phối khí (bài 7)
- Steven Jacobi – quản lý sản xuất
- Henrik Jonback – bass (bài 13), kỹ sư (bài 7 và 13), guitar (bài 7 và 13), sáng tác (bài 7 và 13)
- Chris Kasych – hỗ trợ kỹ sư (bài 2, 5)
- Claude Kelly – giọng nền (bài 2 và 5), sáng tác (bài 2 và 5), sản xuất giọng hát (bài 5)
- Kinnda – giọng nền (bài 6)
- Rob Knox – sản xuất (bài 10), sáng tác (bài 10)
- Savan Kotecha – sáng tác (bài 6)
- Alexander Kronlund – sáng tác (bài 6)
- Derik Lee – hỗ trợ kỹ sư (bài 1)
- Let's Go to War – nhạc cụ (bài 9), sản xuất (bài 9), lập trình (bài 9), sáng tác (bài 9)
- Kasia Livingston – giọng nền (bài 7), sáng tác (bài 7)
- Myah Marie – giọng nền (bài 2)
- Max Martin – giọng nền (bài 6), sản xuất (bài 6), lập trình (bài 6), sáng tác (bài 6)
- Tony Maserati – phối khí (bài 9)
- Harvey Mason, Jr. – phối khí (bài 10), sản xuất (bài 10), sáng tác (bài 10)
- Chris McMillan – làm tóc
- Nicole Morier – giọng nền (bài 9), sáng tác (bài 9), sản xuất giọng hát (bài 9)
- Jackie Murphy – chỉ đạo nghệ thuật
- Candice Nelson – giọng nền (bài 13)
- Jared Newcomb – hỗ trợ kỹ sư (bài 4 và 8), hỗ trợ phối khí (bài 4 và 8)
- Debi Nova – giọng nền (bài 11)
- The Outsyders – sản xuất (bài 1)
- Andy Page – guitar mộc (bài 3 và 12), lập trình trống (bài 3 và 12), guitar điện (bài 3 và 12), kỹ sư (bài 3 và 12), phối khí (bài 3 và 12), piano (bài 12), synth bass (bài 3), synthesizer (bài 12), dàn dây (bài 12)
- Shelly Peiken – sáng tác (bài 3)
- Tim Roberts – hỗ trợ phối khí (bài 1, 2, 5, 6 và 11)
- Larry Rudolph – điều hành sản xuất, quản lý
- Anna Schoenberger – thiết kế đạo cụ
- Kesha Sebert – giọng nền (bài 11)
- Shellback – lập trình (bài 6), sáng tác (bài 6)
- Guy Sigsworth – lập trình trống (bài 3), nhạc mẫu (bài 3), đàn phím (bài 3), sản xuất (bài 3 và 12), sáng tác (bài 12), dàn dây (bài 3)
- Britney Spears – sáng tác (bài 9, 10 và 12), giọng hát (tất cả bài)
- Nick Steinhardt – thiết kế
- Ron Taylor – biên tập Pro Tools (bài 4 và 8)
- Valente Torrez – hỗ trợ kỹ sư (bài 3), hỗ trợ phối khí (bài 3)
- Kate Turning – hình ảnh
- Windy Wagner – giọng nền (bài 5)
- Seth Waldmann – kỹ sư (bài 6)
- Henry Walter – kỹ sư (bài 9)
- Eric Weaver – kỹ sư bổ sung (bài 9), hỗ trợ kỹ sư (bài 2, 5 và 11)
- Teresa LaBarbera Whites – A&R, điều hành sản xuất
- Chris Worthy – guitar (bài 9)
- David "Touch" Wright – điều phối sản xuất (bài 10)
- Emily Wright – kỹ sư (bài 2, 5 và 11), chỉnh sửa giọng hát (bài 2, 5 và 11)
- Andrew Wyatt – kỹ sư (bài 7)

## Xếp hạng
| Bảng xếp hạng (2008–2009)                | Vị trí cao nhất |
| ---------------------------------------- | --------------- |
| Album Argentina (CAPIF)                  | 2               |
| Album Úc (ARIA)                          | 3               |
| Album Áo (Ö3 Austria)                    | 9               |
| Album Bỉ (Ultratop Vlaanderen)           | 7               |
| Album Bỉ (Ultratop Wallonie)             | 4               |
| Album Canada (Billboard)                 | 1               |
| Album Quốc tế Croatia (HDU)              | 13              |
| Album Cộng hòa Séc (ČNS IFPI)            | 23              |
| Album Đan Mạch (Hitlisten)               | 4               |
| Album Hà Lan (Album Top 100)             | 10              |
| European Top 100 Albums (Billboard)      | 1               |
| Album Phần Lan (Suomen virallinen lista) | 16              |
| Album Pháp (SNEP)                        | 3               |
| Album Đức (Offizielle Top 100)           | 9               |
| Album Hy Lạp (IFPI)                      | 14              |
| Album Hy Lạp Quốc tế (IFPI)              | 1               |
| Album Hungaria (MAHASZ)                  | 22              |
| Album Ireland (IRMA)                     | 2               |
| Album Ý (FIMI)                           | 9               |
| Album Nhật Bản (Oricon)                  | 5               |
| Album Mexico (AMPROFON)                  | 3               |
| Album Mexico Quốc tế (AMPROFON)          | 1               |
| Album New Zealand (RMNZ)                 | 6               |
| Album Na Uy (VG-lista)                   | 21              |
| Album Ba Lan (ZPAV)                      | 32              |
| Album Bồ Đào Nha (AFP)                   | 28              |
| Album Nga (2M)                           | 1               |
| Album Scotland (OCC)                     | 7               |
| Album Slovenia (IFPI)                    | 30              |
| Album Tây Ban Nha (PROMUSICAE)           | 10              |
| Album Thụy Điển (Sverigetopplistan)      | 19              |
| Album Thụy Sĩ (Schweizer Hitparade)      | 1               |
| Album Uruguay (CUD)                      | 3               |
| Album Anh Quốc (OCC)                     | 4               |
| Album Hoa Kỳ Billboard 200               | 1               |

| Bảng xếp hạng (2008)                | Vị trí |
| ----------------------------------- | ------ |
| Album Úc (ARIA)                     | 25     |
| Album Dance Úc (ARIA)               | 5      |
| Album Bỉ (Ultratop Wallonia)        | 96     |
| Album Đan Mạch (Hitlisten)          | 33     |
| Album Pháp (SNEP)                   | 50     |
| Album Hy Lạp Quốc tế (IFPI)         | 23     |
| Album Ý (FIMI)                      | 67     |
| Album Mexico (AMPROFON)             | 44     |
| Album Mexico Quốc tế (AMPROFON)     | 11     |
| Album Nga (2M)                      | 2      |
| Album Thụy Điển (Sverigetopplistan) | 86     |
| Album Anh Quốc (OCC)                | 61     |
| Toàn cầu (IFPI)                     | 15     |
| Bảng xếp hạng (2009)                | Vị trí |
| Album Úc (ARIA)                     | 47     |
| Album Dance Úc (ARIA)               | 6      |
| Album Áo (Ö3 Austria)               | 66     |
| Album Bỉ (Ultratop Flanders)        | 63     |
| Album Bỉ (Ultratop Wallonia)        | 40     |
| Album Canada (Billboard)            | 5      |
| Album Đan Mạch (Hitlisten)          | 91     |
| European Top 100 Albums (Billboard) | 44     |
| Album Pháp (SNEP)                   | 101    |
| Album Nhật Bản (Oricon)             | 99     |
| Album Mexico (AMPROFON)             | 51     |
| Album Mexico Quốc tế (AMPROFON)     | 16     |
| Album Thụy Sĩ (Schweizer Hitparade) | 94     |
| Album Anh Quốc (OCC)                | 139    |
| Hoa Kỳ Billboard 200                | 6      |

## Chứng nhận
| Quốc gia | Chứng nhận  | Số đơn vị/doanh số chứng nhận |
| --- | ----------- | ----------------------------- |
| Argentina (CAPIF) | Vàng        | 20.000^                       |
| Úc (ARIA) | 2× Bạch kim | 140.000^                      |
| Bỉ (BEA) | Vàng        | 15.000*                       |
| Brasil (Pro-Música Brasil) | Vàng        | 30,000                        |
| Canada (Music Canada) | 4× Bạch kim | 320.000‡                      |
| Pháp (SNEP) | Vàng        | 200,000                       |
| GCC (IFPI Trung Đông) | Vàng        | 3.000*                        |
| Đức (BVMI) | Vàng        | 150.000^                      |
| Hy Lạp (IFPI Hy Lạp) | Vàng        | 7.500^                        |
| Hungary (Mahasz) | Vàng        | 3.000^                        |
| Ireland (IRMA) | Bạch kim    | 15.000^                       |
| Ý (FIMI) | —           | 40,000                        |
| Nhật Bản (RIAJ) | Vàng        | 150,000                       |
| México (AMPROFON) | Vàng        | 40.000^                       |
| New Zealand (RMNZ) | Bạch kim    | 15.000^                       |
| Ba Lan (ZPAV) | Vàng        | 10.000*                       |
| Nga (NFPF) | 2× Bạch kim | 40.000*                       |
| Thụy Sĩ (IFPI) | Vàng        | 15.000^                       |
| Anh Quốc (BPI) | Bạch kim    | 300.000^                      |
| Hoa Kỳ (RIAA) | 3× Bạch kim | 3.000.000‡                    |
| Tổng hợp |             |                               |
| Toàn cầu | —           | 4,000,000                     |
| * Chứng nhận dựa theo doanh số tiêu thụ. ^ Chứng nhận dựa theo doanh số nhập hàng. ‡ Chứng nhận dựa theo doanh số tiêu thụ và phát trực tuyến. |             |                               |

## Lịch sử phát hành
| Khu vực        | Ngày              | Định dạng                                 | Phiên bản          | Hãng đĩa  | Ct                      |
| -------------- | ----------------- | ----------------------------------------- | ------------------ | --------- | ----------------------- |
| Đan Mạch       | 28 tháng 11, 2008 | CD                                        | Tiêu chuẩn         | Sony      | [ 253 ]                 |
| Pháp           | 28 tháng 11, 2008 | CD CD+ DVD                                | Tiêu chuẩn cao cấp | Jive      | [ 254 ] [ 255 ]         |
| Đức            | 28 tháng 11, 2008 | CD CD+DVD tải nhạc số                     | Tiêu chuẩn cao cấp | Sony      | [ 256 ] [ 257 ] [ 258 ] |
| Úc             | 29 tháng 11, 2008 | CD CD+DVD                                 | Tiêu chuẩn cao cấp | Sony      | [ 259 ] [ 260 ]         |
| Ba Lan         | 1 tháng 12, 2008  | CD                                        | Tiêu chuẩn         | Sony      | [ 261 ]                 |
| Vương quốc Anh | 1 tháng 12, 2008  | CD CD+DVD tải nhạc số                     | Tiêu chuẩn cao cấp | RCA       | [ 262 ] [ 263 ]         |
| Hoa Kỳ         | 2 tháng 12, 2008  | CD CD+DVD tải nhạc số                     | Tiêu chuẩn cao cấp | Jive      | [ 264 ] [ 265 ] [ 266 ] |
| Nhật Bản       | 3 tháng 12, 2008  | CD tải nhạc số                            | Tiêu chuẩn         | BMG Japan | [ 267 ] [ 268 ]         |
| Nhật Bản       | 25 tháng 3, 2009  | CD+DVD                                    | Cao cấp            | BMG Japan | [ 269 ]                 |
| Hoa Kỳ         | 28 tháng 11, 2019 | Đĩa than (Độc quyền tại Urban Outfitters) | Tiêu chuẩn         | Legacy    | [ 270 ]                 |
| Hoa Kỳ         | 7 tháng 1, 2021   | Cassette (Độc quyền tại Urban Outfitters) | Tiêu chuẩn         | Legacy    | [ 271 ]                 |
| Hoa Kỳ         | 31 tháng 3, 2023  | Đĩa than (Đen)                            | Tiêu chuẩn         | Legacy    | [ 272 ]                 |
| Úc             | 28 tháng 4, 2023  | Đĩa than (Đỏ Opaque)                      | Tiêu chuẩn         | Sony      | [ 273 ]                 |
| Đức            | 28 tháng 4, 2023  | Đĩa than (Đỏ Opaque)                      | Tiêu chuẩn         | Sony      | [ 274 ]                 |
| Ba Lan         | 28 tháng 4, 2023  | Đĩa than (Đỏ Opaque)                      | Tiêu chuẩn         | Sony      | [ 275 ]                 |
| Vương quốc Anh | 28 tháng 4, 2023  | Đĩa than (Đỏ Opaque)                      | Tiêu chuẩn         | Sony      | [ 276 ]                 |